# Chiesa di San Pietro (Quarazze)
La chiesa di San Pietro è una chiesa di origine carolingia che si trova nel comune di Tirolo, lungo la strada tra Castel Tirolo e Castel Torre.

## Storia
Essa è probabilmente una delle più antiche chiese della zona arrivate fino a noi: restauri e analisi archeologiche fanno risalire l'edificio attuale all'VIII-IX secolo ma sotto la chiesa sono stati trovati resti di costruzioni precedenti del V secolo.
Le prime citazioni documentate di San Pietro risalgono al 1178 quando era una chiesa privata dei conti di Burgusio-Vanga. Nel 1287 fu donata da Mainardo II all'abbazia di Stams.
Durante il XV secolo fu costruita la navata settentrionale della chiesa, che all'inizio serviva come cappella separata per il cimitero che circonda la chiesa, ma fu in seguito unita ad essa abbattendo il muro che le separava.
Nel XVII secolo fu costruita una nuova cappella cimiteriale a due piani.
Fino al 1787, San Pietro era la parrocchia di riferimento di Quarazze (frazione di Merano), alcuni specifici masi di Lagundo, Tirolo e Rifiano, e addirittura Plan (frazione di Moso in Passiria) distante varie ore a piedi. In seguito alla riforma Giuseppina le parrocchie della zona furono riviste e san Pietro perse la sua importanza.

## Struttura
La chiesa ha una struttura a croce latina con il campanile posto sopra il transetto e l'abside poligonale. Importanti sono gli affreschi esterni e interni che spaziano dal periodo romanico a quello barocco
All'interno sull'abside si trova un affresco di Cristo in Mandorla e altre rappresentazioni evangeliche risalenti al 1380. Altri affreschi si trovano anche sulla parete sud della navata, tra cui una rappresentazione dell'apostolo Paolo.
L'altare risale all'alto medioevo ed è composto da quattro colonnine. Coperto per lungo tempo da sovrapposizioni barocche, è stato scoperto durante i restauri.
Sotto la navata settentrionale è stata trovata una tomba di età tardo antica, accessibile da una botola di legno.
All'esterno, sulla parete meridionale della chiesa, sono presenti altri affreschi di santi: Cristo tra San Pietro e San Paolo (1100), Santa Caterina (1380), San Michele (XIII secolo) e Santa Barbara (1400). Sul lato est a fianco dell'abside c'è un affresco di San Cristoforo del XIV secolo.